# Proteine del siero del latte

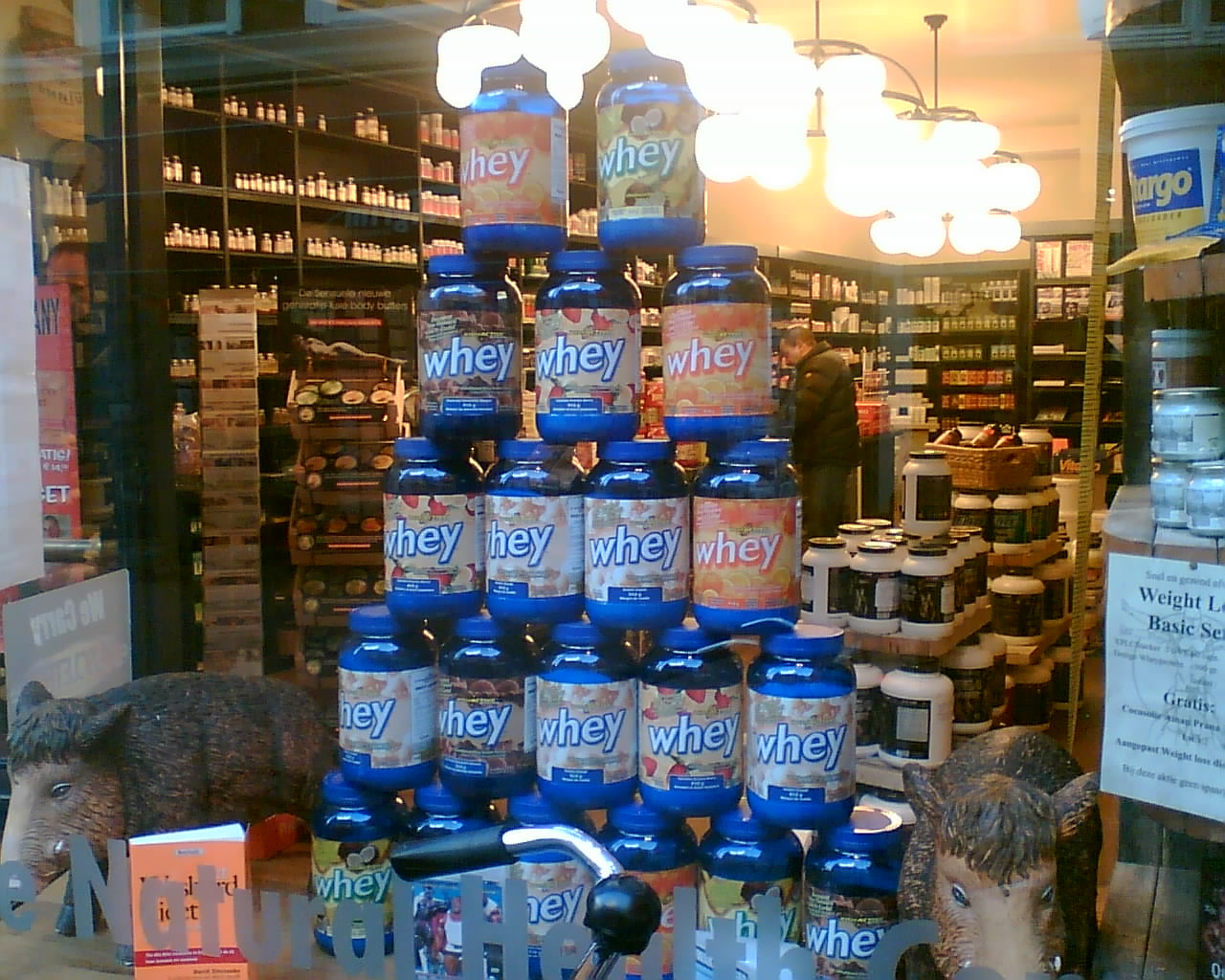
Proteine del siero del latte esposte per la vendita in un negozio di integratori alimentari

La proteina del siero del latte (o WP, dall'inglese whey protein) è una miscela di proteine isolate dal siero di latte, la materia liquida che costituisce un sottoprodotto della produzione del formaggio. Le proteine del siero del latte sono comunemente assunte come integratore alimentare: l'interesse commerciale deriva da alcune indicazioni su benefici salutistici che, nell'ambito della medicina alternativa, vengono associati al consumo di tali proteine. 

## Produzione
Il siero di latte è ciò che resta della coagulazione del latte, e contiene tutto ciò che è solubile al suo interno. Si tratta di una soluzione contenente il 5% di lattosio in acqua, con alcuni minerali e lattoalbumina. Questo viene rimosso dopo la lavorazione del formaggio. Il grasso viene rimosso e poi elaborato per essere riutilizzato in alimenti destinati al consumo umano. La lavorazione può essere eseguita mediante essiccazione semplice, oppure il contenuto proteico può essere incrementato rimuovendo lipidi e altre sostanze non proteiche. Per esempio, l'essiccazione a spruzzo dopo la filtrazione di membrana separa le proteine da siero.
Il siero di latte può essere denaturato dal calore. Elevate temperature (ad esempio le temperature costantemente superiori ai 72 °C associate al processo di pastorizzazione) denaturano le proteine del siero. Mentre la proteina del siero del latte nativa non è aggregata al caglio o all'acidificazione del latte, la denaturazione delle proteine del siero di latte provoca interazioni idrofobiche con altre proteine, e la formazione di un gel proteico. La denaturazione del siero di latte causata da alte temperature può causare allergie in alcune persone.

## Composizione
Le proteine del siero di latte sono formate da una serie di proteine globulari isolate dal siero di latte, un sottoprodotto del formaggio ottenuto dal latte vaccino. Le proteine del latte vaccino sono composte per circa il 20% dal siero di latte e per l'80% dalle proteine dalla caseina, mentre la proteina nel latte materno è composta per il 60% dal siero di latte e per il 40% di caseina.
In realtà la proteina del siero non è una singola proteina, ma è composta da diverse frazioni proteiche. Il siero di latte può essere distinto nelle sue componenti individuali, ciascuna delle quali offre i propri benefici. Le proteine del siero sono in genere una miscela di β-lattoglobuline, α-lattoalbumine, sieroalbumine, e altre frazioni minori, che sono solubili nella loro forma nativa, indipendente dal pH. La frazione proteica in siero di latte (circa il 10% della materia secca all'interno del siero) comprende quattro frazioni proteiche principali e sei frazioni proteiche minori.
Le principali frazioni proteiche del siero di latte sono:
- β-lattoglobuline (~65%)
- α-lattoalbumine (~ 25%)
- Siero-albumine (~ 8%)

Frazioni minori (~ 2%):
- Lattoferrine
- Immunoglobuline
- Glicomacropeptidi
- Lattoperossidasi
- Lisozima

### Componenti nel dettaglio
- β-lattoglobuline: rappresentano la maggior parte del contenuto totale delle proteine del siero del latte bovino. Sono responsabili di alcune delle proprietà funzionali di siero di latte, come la ritenzione di acqua.
- α-lattoalbumine: compongono 1/4 delle proteine del siero. Contengono peptidi a basso peso molecolare, come dipeptidi o tripeptidi, facilmente assimilabili. Sono composte da una grande quantità di amminoacidi essenziali e condizionatamente essenziali. Aggiunte agli alimenti per lattanti, conferiscono al latte un profilo proteico più simile al latte umano.
- Siero-albumine: sono rintracciabili in piccole quantità, hanno un alto contenuto di precursori del glutatione, un importante antiossidante.
- Lattoferrina: è una proteina del siero con la capacità di legarsi al ferro e può aumentarne il trasporto e l'assorbimento. Ha un'azione favorevole nel migliorare il sistema immunitario. È anche un agente anti-microbico, anti-virale e anti-cancro; la lattoferrina può inibire una serie di diversi organismi, tra cui batteri, lieviti, funghi, parassiti, escherichia coli, HIV, herpesvirus ed epatite C. Può avere un'attività probiotica, stimolando la crescita di batteri benefici nel tratto intestinale. Studi su animali suggeriscono che potrebbe ridurre la disgregazione dell'osso, contribuendo a sostenerne la densità. Anche questa viene aggiunta negli alimenti per lattanti, per renderli più simili al latte umano.
- Glicomacropeptide (GMP): è un peptide biologicamente attivo derivato dalla caseina presente nel formaggio. Ha proprietà anti-microbiche e anti-virali, esprime proprietà benefiche sul sistema digerente, migliora l'assorbimento del calcio e la funzione immunitaria. Il glicomacropeptide è carente dell'amminoacido fenilalanina, che lo rende una proteina utile per gli individui affetti da fenilchetonuria.
- Immunoglubuline: il siero contiene alcune immunoglobuline, ovvero anticorpi, che derivano direttamente dal plasma sanguigno dell'animale, chiamate IgG1, IgG2, IgA e IgM. Questo sono coinvolte nel sistema immunitario, hanno proprietà anti-microbiche, e neutralizzano tossine e virus. Diverse ricerche sono attualmente in corso per determinare il potenziale di applicazione degli anticorpi del latte per la prevenzione e il trattamento di patologie microbiche nell'uomo.

## Digestione e assorbimento delle proteine
La digestione del cibo inizia dalla bocca e continua fino a quando tutti i nutrienti sono stati assorbiti a livello intestinale (intestino tenue). Un certo numero di enzimi digestivi sono coinvolti nel processo di digestione in cui viene scissa, o idrolizzata, la proteina alimentare in molecole dalla catena più corta delle proteine, gli oligopeptidi, o i monomeri (le molecole base) che compongono le proteine, ovvero gli amminoacidi. Due amminoacidi legati tra loro formano dipeptidi; legami di tre amminoacidi sono tripeptidi; tetrapeptidi e pentapeptidi sono composti rispettivamente da quattro e cinque amminoacidi; tra due e dieci amminoacidi legati sono chiamati oligopeptidi (i quali inglobano i precedenti descritti); catene di amminoacidi tra 10 e 100 sono chiamate polipeptidi; da 100 catene amminoacidiche in poi sono chiamate proteine. Nel caso delle proteine, la loro digestione inizia dallo stomaco e termina nel duodeno (la prima parte dell'intestino tenue). Al contrario, per i carboidrati la digestione parte dalla bocca (solo nel caso dell'amido), ma non ha luogo nello stomaco come per le proteine, e termina nell'intestino tenue. Per essere assimilate, le proteine devono essere prima suddivise in frammenti peptidici da vari enzimi situati lungo il tubo digerente: dalla pepsina nello stomaco e nell'intestino tenue, e dalla chimotripsina e tripsina (enzimi pancreatici). Queste particelle peptidiche poi vengono in parte ridotte ad amminoacidi liberi. Tale suddivisione si ottiene da parte degli enzimi aminopeptidasi, situata sulle cellule epiteliali dell'intestino tenue, e dalla carbossipeptidasi, dal pancreas.
Si potrebbe credere che le proteine (così come i carboidrati) possano essere assorbite dal lume intestinale solo dopo essere state scomposte in monomeri, ovvero gli amminoacidi liberi, ma realmente non è così. Gli amminoacidi sono assorbiti nella loro forma di monomeri tramite un processo di trasporto sodio-dipendente, dove sono spinti attraverso le membrane cellulari dell'intestino tenue (enterociti) e poi nel circolo ematico. A livello della mucosa intestinale sono presenti dei carriers (trasportatori) che hanno una più elevata affinità con gli aminoacidi legati tra loro con legame peptidico, quindi gli oligopeptidi, e soprattutto i tripeptidi, possono essere mantenuti nella loro forma, e poi ulteriormente scomposti ad amminoacidi all'interno delle cellule della parete intestinale. Al contrario, molecole peptidiche con una catena composta da più di 3 amminoacidi non vengono assorbite in maniera significativa. Attraverso questi trasportatori si riesce ad assimilare in modo più efficace, per una migliore ritenzione di azoto, gli amminoacidi che si presentano in tripeptidi che non in forma di singoli aminoacidi liberi, come quelli che si assumono in forma di alimenti proteici solidi con la normale dieta. Questi oligopeptidi, vengono assorbiti mediante un sistema di trasporto secondario attivo accoppiato al gradiente dello ione idrogeno (H+), e non è collegato al sistema di trasporto sodio-dipendente come nel caso dei monomeri. Esistono vari trasportatori per gli specifici amminoacidi. Una volta nella cellula epiteliale, questi piccoli peptidi sono idrolizzati in aminoacidi. Entrambi i tipi di assorbimento richiedono ATP. Successivamente gli amminoacidi liberi entrano nel sangue attraverso un supporto di diffusione facilitata nella membrana cellulare.
Questi aminoacidi nel sangue e nei fluidi extracellulari costituiscono un grande gruppo chiamato pool di aminoacidi. Questo pool contiene anche amminoacidi che sono stati catabolizzati da altri tessuti oltre a quelli sintetizzati dal fegato. Gli aminoacidi sono costantemente in entrata e in uscita in questo pool. Assorbiti gli aminoacidi si dirigono essenzialmente in due siti, il fegato o le altre cellule. Quelli che entrano nel fegato, sono utilizzati per sintetizzare le proteine o convertiti in chetoacidi e carboidrati come intermedi, attraverso il processo di deamminazione.
Quindi esistono due sistemi differenti in funzione dell'assorbimento proteico (così come quello glucidico); e se questi sistemi sono indipendenti, è possibile sfruttare entrambi, e ciò consentirebbe una maggiore captazione e assimilazione degli amminoacidi. Se viene consumata una combinazione di diverse fonti di cibo, entrano in azione entrambi i meccanismi. Anche i supplementi peptidici composti da proteine da differenti fonti potranno essere in parte completamente digerite sotto forma di amminoacidi prima dell'assorbimento, mentre altre rimarranno sotto forma di peptidi. Le proteine del siero del latte, specialmente le idrolizzate, contengono naturalmente oligopeptidi - molecole più corte delle proteine - che verranno digeriti e assorbiti molto rapidamente. Questo può essere particolarmente vantaggioso quando la richiesta è alta, come nel caso dell'immediato post-allenamento, o nella prima mattinata.

## Whey e insulina
Oltre a fornire un supplemento proteico, le proteine del siero di latte, così come i cibi proteici in genere, sono legate all'aumento dei livelli di insulina nel sangue (indice insulinico). Come le altre fonti proteiche, è stato mostrato che anche le whey aumentano la secrezione di insulina da parte delle cellule β del pancreas; l'insulina infatti è un ormone con un ruolo anabolico, sul muscolo, sul cuore, e sul tessuto adiposo, stivando principalmente amminoacidi, carboidrati e lipidi. L'insulina dunque non è solo coinvolta nel metabolismo dei carboidrati spingendo il glucosio nelle cellule dei tessuti insulino-dipendenti, ma è coinvolta anche nell'anabolismo proteico (proteosintesi), e quindi nel metabolismo degli amminoacidi. Consumando una formula di proteine del siero di latte, non vengono aumentate solo le quantità di proteine disponibili per le cellule muscolari, ma si favorisce anche il meccanismo di stivaggio degli amminoacidi stessi nel muscolo (proteosintesi) ad opera di diversi ormoni, tra i quali è coinvolta anche l'insulina. Per la precisione, i cibi proteici differiscono nella loro capacità di stimolo dell'insulina; è stato dimostrato che il latte e molti suoi derivati hanno delle proprietà di stimolo dell'insulina molto maggiori rispetto ad altre fonti proteiche, nonostante il basso indice glicemico. I latticini presentano un indice insulinico tra le 3 e le 6 volte più elevato di quanto stimato dal loro basso indice glicemico. Si è cercato di capire quale fosse il fattore insulinotropico del latte, e dopo aver constatato che non fossero né i lipidi né il lattosio, è stato riscontrato che è la frazione proteica del latte a provocare questa reazione. Restringendo il cerchio, si è compreso che fosse proprio la frazione rappresentata dal siero a manifestare le maggiori capacità di stimolo dell'ormone rispetto alla caseina o alle proteine complete del latte, presumibilmente per l'alto contenuto di amminoacidi insulinogenici. La caseina al contrario non induce alcuno stimolo sull'ormone. Comparato ad altre fonti proteiche, il siero del latte ha il più alto indice insulinico, e quindi le maggiori capacità di stimolo dell'insulina. Inoltre, tra i tipi di whey, quelle idrolizzate (WPH) mostrano un indice insulinico nettamente superiore alle altre per i più rapidi tempi di assimilazione. In altri termini le proteine del siero del latte rappresentano il fattore insulinotropico del latte, e sono quindi la causa della grossa sproporzione tra l'alto indice insulinico del latte e derivati, comparato al basso indice glicemico.
Uno studio ha riscontrato che i peptidi idrolizzati del siero del latte (WPH) aumentavano il picco di insulina rispettivamente di 2 e 4 volte se confrontati con una soluzione di latte vaccino (nonostante il suo più alto contenuto di carboidrati) e il glucosio. La risposta insulinica era strettamente collegata con l'innalzamento del livello degli amminoacidi nel sangue. È risaputo che l'accoppiamento di carboidrati e proteine/amminoacidi aumenta la produzione di insulina rispetto alla loro ingestione separata. Anche in ambito di integrazione alcuni studi hanno dimostrato che ad esempio l'aggiunta di proteine del siero idrolizzate ad una bevanda a base di carboidrati esercita una risposta insulinica superiore a quella della loro assunzione singola. Molti studi però dimostrano che una maggiore insulinemia indotta dall'accoppiamento proteine/carboidrati non aumenti proporzionalmente la sintesi proteica, che viene favorita prevalentemente dall'introduzione proteica; sembrerebbe quindi che l'aggiunta di carboidrati all'integratore proteico non favorisca una maggiore proteosintesi.
Le proteine del siero idrolizzate hanno mostrato un aumento della concentrazione di insulina mediante un meccanismo non correlato allo svuotamento gastrico, e sembra che siano gli amminoacidi essenziali a facilitare la secrezione dell'ormone.
Le proteine del siero di latte sono composte per circa il 40-50% da amminoacidi essenziali e sono considerate una ricca fonte di questi amminoacidi insulinogenici, rendendoli così più biodisponibili, come nel caso delle WPH, forse ragione per cui vi è una maggiore secrezione di insulina da parte delle cellule β. Ciò è indipendente dai livelli di aminoacidi/proteine che lasciano lo stomaco.

## Benefici generali
- Le whey hanno un alto valore biologico (VB), un valore che si riferisce a quante proteine sono state assorbite e trattenute dal corpo (Dutch Dairy Foundation, 1995).
- Le whey hanno una composizione amminoacidica simile a quella del muscolo umano[31].
- Le whey contengono tutti gli amminoacidi essenziali (EAA - essential amino acids).
- Le whey hanno un alto contenuto di amminoacidi a catena ramificata (BCAA)[32] - leucina, isoleucina, valina - essenziali per la crescita muscolare e il recupero, perché non solo fanno parte di quella serie di amminoacidi necessari per costruire la proteina muscolare, ma vengono coinvolti nell'innesco del processo di sintesi tramite sovraregolazione.
- Le whey hanno un alto contenuto dell'amminoacido glutammina, sia nella forma libera di l-glutammina, sia sotto forma di peptidi. In realtà ne contengono meno della caseina e della soia. La glutammina è presente in grandi quantità nel tessuto muscolare umano, ed è anche fonte energetica per il colon.
- Le whey sono composte naturalmente da peptidi degli amminoacidi a catena corta (oligopeptidi, polipeptidi), che sono più rapidi ad essere assorbiti rispetto alle più grandi e complesse molecole proteiche.
- Molti studi ne evidenziano diverse proprietà benefiche sulla salute[1] (vedi Benefici per la salute).
- Molti studi riscontrano effetti positivi direttamente sulla performance atletica e crescita muscolare[33] (vedi Benefici per la crescita muscolare).

## Benefici per la crescita muscolare
Durante gli anni novanta gli integratori di proteine del siero di latte hanno iniziato ad essere molto in voga soppiantando il dominio sul mercato delle proteine dell'uovo. Di seguito elencate alcune proprietà generali delle proteine alimentari:
- forniscono i substrati necessari per la sintesi proteica;
- favoriscono il recupero muscolare a seguito dell'attività fisica;
- fungono da substrato per la gluconeogenesi (produzione di energia a partire da precursori non glucidici, come gli amminoacidi; un processo importante nel digiuno prolungato e nell'attività fisica di durata);
- stimolano la sintesi proteica e favoriscono la crescita muscolare;
- favoriscono il manifestarsi di un profilo ormonale adatto alla crescita muscolare e dimagrimento (GH/IGF-1, testosterone, insulina, glucagone, catecolammine, tiroidei);

Le whey in aggiunta presentano alcune caratteristiche peculiari:
- rappresentano il più alto valore biologico (VB) tra le fonti proteiche;
- hanno la più alta concentrazione di amminoacidi ramificati (BCAA);
- contengono quantità inferiori di glutammina, arginina e fenilalanina rispetto alle caseine o alle proteine della soia;
- includono anche una lunga lista di enzimi, ormoni proteici e fattori di crescita;
- il loro spettro aminoacidico è adatto ad un forte stimolo della secrezione endogena dell'insulina, ormone dalle note proprietà anaboliche sul tessuto muscolare[20];
- non esibiscono particolari proprietà sullo stimolo del IGF-1, al contrario delle caseine[20];
- inducono un maggiore senso di sazietà rispetto alle caseine[34];
- hanno il più alto indice insulinico (II) tra tutte le fonti proteiche: aumentano rapidamente il rilascio di insulina, diminuendo la glicemia postprandiale[19];
- proprio per quest'ultima proprietà, non contrastano il catabolismo proteico (proteolisi)[35][36];
- stimolano la sintesi di ossido nitrico e quindi vasodilatazione.

### Studi scientifici
La ricerca indica che l'uso di proteine del siero di latte in combinazione con allenamenti di resistenza (pesi) offrono dei vantaggi sull'ipertrofia, incremento della massa magra e forza muscolare. Bisogna specificare che la tempistica di assunzione degli integratori (timing) può influenzare la risposta anabolica e gli eventuali benefici dati dall'integratore. Ciò significa che la loro assunzione in determinate fasi, come immediatamente prima e dopo l'allenamento, o comunque in prossimità dell'attività, può dare esiti diversi rispetto ad una loro assunzione casuale. Ma mentre gli effetti dell'integrazione possono essere positivamente riscontrati in individui giovani e sani, alcune ricerche hanno dimostrato che non hanno gli stessi effetti sugli anziani. Altre ricerche hanno mostrato che l'assunzione di caseina (calcio caseinato) o whey a seguito dell'esercizio favorivano allo stesso modo la sintesi proteica muscolare, nonostante le differenze temporali nei livelli di insulina e nelle concentrazioni di aminoacidi.
Andersen et al. (2005) compararono gli effetti di un allenamento di resistenza rispettivamente con la supplementazione di soli carboidrati e sole proteine. La supplementazione era fornita subito prima e subito dopo l'allenamento, mentre nei giorni di riposo era assunta di mattina. Dopo 14 settimane di un programma di resistenza, il gruppo che assumeva proteine mostrava una maggiore ipertrofia del tessuto muscolare, mentre tali miglioramenti non furono riscontrati nel gruppo che assumeva solo carboidrati.
Kersick et al. (2006) esaminarono gli effetti della supplementazione di proteine del siero sulla composizione corporea, forza muscolare, resistenza muscolare e la capacità anaerobica nel corso di 10 settimane di allenamento di resistenza su 36 uomini allenati. Questi vennero suddivisi in 3 gruppi al quale vennero somministrati, prima della sessione di allenamento, rispettivamente, un placebo a base di carboidrati, whey+caseina, whey+BCAA+glutammina. Il maggior aumento della massa magra era stato ottenuto dal gruppo che assumeva whey+caseina.
Nel 2006 Candow et al. somministrano a 27 soggetti sani non allenati (18 femmine, 9 maschi) rispettivamente proteine whey, proteine della soia, e un placebo. I risultati mostrarono che la supplementazione con proteine durante la fase di un programma di allenamento di resistenza, indipendentemente dalla fonte, incrementavano la massa magra e la forza rispetto al placebo. La ricerca ha concluso che i giovani adulti che assumono proteine durante un programma di allenamenti di resistenza ha favorito effetti benefici minimi sul tessuto magro e sulla forza.
Lacroix et al. (2006), comparando le whey, caseina micellare, e proteine del latte complete, concludono che, nonostante l'indice PDCAAS elevato, le whey garantiscono un tasso di disponibilità di amminoacidi troppo rapido per sostenere la richiesta anabolica durante il periodo post-prandiale. Le proteine complete del latte presentavano le migliori qualità nutrizionali, che suggerisce l'effetto vantaggioso del connubio tra whey e caseine.
Nello stesso anno Cribb e colleghi compararono i diversi effetti delle whey isolate idrolizzate (WPH) con la caseina sullo sviluppo della forza e composizione corporea ottenuti tramite un allenamento di resistenza di 10 settimane su 13 bodybuilder amatori. Il gruppo che assumeva proteine isolate idrolizzate del siero mostrò un aumento significativo della massa magra, una maggiore diminuzione della massa grassa, e un maggior aumento della forza, rispetto al gruppo che assumeva caseina.

## Benefici per la salute
Nella ricerca scientifica le proteine del latte hanno dimostrato molte proprietà benefiche per la salute. Gli effetti di proteine del siero di latte sulla salute umana sono di grande interesse e sono attualmente in fase di studio per ridurre il rischio di malattie, così come il loro possibile ed eventuale impiego nei trattamenti per varie patologie. L'uso di proteine del siero di latte come fonte di aminoacidi e il suo effetto sulla riduzione dei rischi di malattie come le malattie cardiache e il cancro è al centro di ricerche in corso. Studi hanno indicato che le proteine del siero del latte possono contribuire a ridurre il rischio e migliorare lo stato della malattia in alcuni tipi di cancro, migliorare la funzione immunitaria e ridurre la pressione sanguigna. Le whey rappresentano un'abbondante fonte di aminoacidi a catena ramificata (BCAA), che vengono utilizzati per alimentare i muscoli in attività e stimolare la sintesi proteica. In particolare la leucina, uno dei tre ramificati, svolge un ruolo fondamentale nel dare inizio alla trascrizione della sintesi proteica. Quando la leucina viene ingerita in grandi quantità, come con la supplementazione delle proteine del siero del latte, avviene una maggiore stimolazione della sintesi proteica, che può accelerare il recupero e l'adattamento allo stress (esercizio). Le proteine del siero contengono l'amminoacido cisteina, che può essere impiegato come precursore del glutatione. Tuttavia, questo amminoacido non è essenziale per la sintesi del glutatione, e alcuni studi hanno suggerito che l'apporto di cisteina nella dieta possa avere uno scarso effetto sulla sintesi del glutatione. Tuttavia, un altro studio ha suggerito che un largo utilizzo delle proteine del siero possono aumentare i livelli cellulari di glutatione. Il glutatione è l'antiossidante che difende il corpo dai danni dei radicali liberi e da alcune tossine, e gli studi su animali hanno suggerito che le proteine del latte potrebbe ridurre il rischio di cancro.. Alcuni studi clinici sui roditori hanno suggerito che le proteine del siero di latte possono possedere proprietà anti-infiammatorie o anti-cancro; tuttavia mancano dati sul loro effetto sull'uomo. Anche se le proteine del siero di latte sono responsabili di alcune allergie collegate al latte, i principali allergeni del latte si trovano all'interno delle caseine.

## Principali tipologie e metodi di lavorazione
In origine il siero di latte era un sottoprodotto della lavorazione del formaggio, e veniva scartato. Quando il latte viene trattato per causare un'alterazione del pH, la caseina coagula e si separa, mentre il siero di latte grezzo si accumula sopra di essa. Nella sua forma originale il siero del latte è liquido; viene poi raccolto subendo vari processi di lavorazione prima che venga ottenuta la polvere principalmente costituita da proteine e/o peptidi. Ogni passaggio determina la qualità della proteina. Durante questi passaggi, i grassi e i carboidrati (lattosio), e altri componenti a basso peso molecolare come i micronutrienti (vitamine e minerali), sono isolati dalla componente proteica al fine di aumentarne la concentrazione. Dopo la lavorazione, la proteina è pastorizzata, ne viene rimossa l'umidità, e viene quindi fatta essiccare. L'essiccazione viene effettuata a basse temperature per evitare la denaturazione della proteina. Come regola generale, più elaborati sono i processi, maggiore è la percentuale proteica nell'integratore, ma questo non ne implica per forza una maggiore qualità generale. Naturalmente, maggiore è la concentrazione proteica, maggiori processi di filtraggio sono necessari, portando ad un costo finale del prodotto maggiore. Di seguito sono elencate le diverse categorie di proteine del siero ottenute in base a diversi metodi di lavorazione. Le proteine del siero del latte (whey), come altri supplementi proteici, si suddividono in genere in tre forme principali: concentrate (WPC), isolate (WPI), e idrolizzate (WPH). Talvolta questi tre componenti possono essere mescolati tra loro, o aggiunti ad altre miscele proteiche.
- Le proteine del siero concentrate (WPC) hanno in genere un basso (ma comunque significativo) contenuto di grassi e colesterolo, ma, in generale, hanno livelli più elevati di composti bioattivi e carboidrati sotto forma di lattosio. Il loro contenuto proteico è per definizione inferiore al 90%, e può raggiungere una concentrazione proteica dell'85-86%. Concentrazioni maggiori sono invece tipiche delle WP isolate.
- Le proteine del siero isolate (WPI) sono trattate con speciali sistemi per rimuovere maggiori quantità di grassi e lattosio. Hanno per definizione un contenuto proteico medio del 90%, ma la densità proteica può variare dai minimi dell'86-88% o superiore.
- Le proteine del siero idrolizzate (WPH) sono sottoposte ad un trattamento di digestione enzimatica, e sono parzialmente idrolizzate al fine di facilitarne e ridurne i tempi di assimilazione, ma il loro costo è generalmente superiore[3].

### Proteine del siero concentrate (WPC)
Il concentrato di siero del latte (WPC, Whey Protein Concentrate) è generalmente classificato come il più basilare dei tipi di whey. Per tale motivo sono più note semplicemente con il nome di whey protein, o proteine del siero del latte, senza che ne venga dichiarata la categoria di appartenenza sulla confezione. La concentrazione di proteine può essere compresa tra il 35 e l'85%, quindi può esserci una grande variabilità nella qualità di diverse polveri WPC. Questo dipende dalla qualità del filtraggio. La maggior parte delle WPC diffuse sul mercato hanno generalmente un contenuto tra il 68 e l'80%. Sono la forma più economica delle proteine del siero e contengono maggiori quantità di lattosio e umidità. Hanno un valore biologico più basso rispetto alle isolate, contengono attorno ai 40 mg di colesterolo, più quantità di grassi e tra il 2 e il 5 % di lattosio. Anche se la WPC non è la whey più pura perché meno trattata, e contiene livelli relativamente maggiori di grassi e carboidrati, può comunque risultare una polvere di alta qualità. Infatti uno dei vantaggi delle WPC è proprio il trattamento meno elaborato di ultrafiltrazione, ciò significa che gran parte delle frazioni proteiche rimangono ancora integre. Inoltre, essendo meno lavorate, mantengono un maggior contenuto di contenuto di nutrienti utili come calcio e altri minerali. Questo può rendere in alcuni casi le WPC qualitativamente superiori ad alcuni tipi di whey maggiormente trattate, come le WPI a scambio ionico.

#### WPC e ultrafiltrazione
Le proteine del siero concentrate sono per definizione ottenute con il processo di ultrafiltrazione. Questo è il primo metodo usato per la lavorazione della proteina, in cui viene separata più grossolanamente dal grasso e dal lattosio del latte attraverso una membrana porosa. Questo sfrutta la pressione per far filtrare il siero attraverso la membrana e separarla dal resto dei componenti. Diversi gradi di pressione sono utilizzati per spingere la proteina liquida attraverso la membrana, provvista di minuscoli fori che consentono soltanto il passaggio di componenti idrosolubili e piccole molecole organiche e minerali. Proteine più grandi non possono penetrare attraverso la membrana e vengono raccolte per un'ulteriore elaborazione. Tale processo porta il contenuto di proteine tra il 73% e l'83% circa, con contenuto di grassi dal 4% al 6%.
Riepilogo:
- concentrazione proteica mediamente più bassa, tra 70 e l'80%;
- metodo che non provoca un'alta denaturazione delle proteine (90-96% non denaturate);
- sono assorbite più lentamente delle WPI e soprattutto delle WPH;
- presenza di bassi quantitativi di lattosio e grassi, ma sempre maggiore delle isolate;
- l'attività biologica viene in gran parte mantenuta diversamente dalle WPI a scambio ionico e WPH;
- maggior presenza di micronutrienti come calcio, sodio e altri minerali;
- meno adatte agli intolleranti al lattosio (2-5 %);
- possono avere un miglior rapporto qualità/prezzo rispetto ad altri tipi di whey;
- minor costo tra i tre tipi;

### Proteine del siero isolate (WPI)
Nei primi anni novanta gli scienziati scoprirono una serie di nuovi sistemi per ottenere una polvere proteica maggiormente concentrata, in grado di riuscire ad isolarla quasi completamente da lipidi e lattosio; nascevano le proteine del siero del latte isolate (WPI, Whey Protein Isolate). Le whey isolate sono la forma più pura di whey, poiché contengono inferiori quantità di umidità, di grassi, e di lattosio rispetto alle concentrate. Le WPI subiscono processi maggiormente elaborati, risultando in una polvere proteica più pura. A parità di peso si riescono ad ottenere maggiori quantità proteiche che con le concentrate, ma hanno costi più elevati. Tra questi processi può esserci una maggiore filtrazione, la microfiltrazione a flusso incrociato (CFM) o lo scambio ionico (IE). Questi metodi permettono di ottenere formule con un contenuto tra l'85-95% di proteine, e possono rendere le WPI adatte ad una dieta con ridotto apporto di grassi e carboidrati. Hanno un valore biologico (VB) tra 150 e 170. Non contengono colesterolo contro le concentrate, le quali ne contengono all'incirca 40 mg. Hanno una parcentuale lipidica inferiore, e una quantità di lattosio tra 0,1 e 0,3 % rispetto al 2-5 % delle concentrate. Questo le renderebbe adatte ai soggetti intolleranti al lattosio. Le isolate verrebbero totalmente private di grassi e carboidrati, tuttavia hanno un minor contenuto di calcio e altri minerali.
Vengono assimilate in tempi brevi e liberano nel sangue gli amminoacidi che possono così essere utilizzati per la sintesi proteica. Hanno una capacità di innalzare i livelli di insulina maggiore rispetto alle altre fonti proteiche. Possono essere la scelta migliore per i soggetti con gravi intolleranza al lattosio. Le WPI hanno generalmente un valore biologico superiore alle WPC.

#### WPI e isolamento per microfiltrazione a flusso incrociato (CFM)
La microfiltrazione è il processo più costoso tra quelli utilizzati per l'isolamento degli integratori proteici a base di siero proteine, ma è anche quello che in assoluto è in grado di meglio preservare l'integrità e presenza delle frazioni proteiche bio-attive che determinano la qualità della proteina stessa. La microfiltrazione prevede l'uso di membrane filtranti con fori microscopici. Questo metodo è stato messo a punto per prevenire le problematiche di denaturazione proteica riscontrate con lo scambio ionico, risultando la modalità migliore per preservarne la qualità. Il siero di latte ottenuto nella prima fase della lavorazione mediante ultrafiltrazione (dal quale si ricavano le WPC) viene convogliato in un'apparecchiatura che, utilizzando un sistema di filtri a membrana, procede ad un'ulteriore filtrazione progressiva attraverso la quale vengono eliminate altre particelle indesiderate, tra cui minerali, lipidi e lattosio. Con questo sistema, vengono mantenute intatte tutte le frazioni proteiche principali (65% β-lattoglobuline, 25% α-lattoalbumine, 8% siero albumine, immunoglobuline, lattoferrine e molecole minori) nel loro stato bioattivo naturale, se questo avviene a freddo, cioè a basse temperature. Ciò implica un migliore profilo amminoacidico, e una preservazione delle microfrazioni che compongono il 2% circa del siero, molte delle quali utili per il sistema immunitario. Le WPI per CFM riescono a trattenere un maggior contenuto di calcio e ridurre l'apporto di sodio, nonché migliorarne la solubilità. Un basso contenuto di sodio, responsabile di una maggiore ritenzione di liquidi, è indice di una buona qualità della lavorazione; mentre il calcio si rivela utile per migliorare la mineralizzazione dell'osso e prevenire la sua disgregazione, oltre che per favorire i processi di dimagrimento. Al momento il CFM è il migliore metodo in assoluto tra quelli a disposizione per i processi sia di concentrazione quanto di isolamento proteico. Infatti, similmente allo scambio ionico questo metodo produce un isolato proteico altamente concentrato (85-90%), con percentuali di lattosio e grassi inferiori al 1%. A differenza delle proteine isolate mediante scambio ionico, le proteine microfiltrate risultano al 99% non denaturate e mantengono tutte le importanti bio-attive frazioni peptidiche proprie del siero del latte non denaturato e, rispetto alle proteine ultrafiltrate (WPC), garantiscono percentuali proteiche superiori, e componenti extraproteiche minori. Lo svantaggio principale delle proteine del siero microfiltrate in confronto allo scambio ionico è che i tipi filtrati in genere non raggiungono lo stesso livello di purezza, e il loro costo può arrivare al doppio delle WPC. Le proteine del siero isolate per microfiltrazione hanno di base una media dell'86,5% di contenuto proteico contro il 90% o superiore di quelle a scambio ionico. Inoltre il flusso incrociato evita di modificare il contenuto delle varie frazioni proteiche, come ad esempio le β-lattoglobuline e le α-lattoalbumine, cosa che invece viene causata dallo scambio ionico.
Riepilogo:
- il miglior metodo di lavorazione in assoluto;
- metodo che non provoca la denaturazione delle proteine (99% non denaturate);
- contengono il più alto livello di proteine non denaturate;
- miglior profilo aminoacidico;
- non vengono danneggiate le componenti utili per il sistema immunitario;
- metodo che non sfrutta composti chimici o alte temperature;
- alta concentrazione proteica, dell'85-90%;
- concentrazione proteica leggermente inferiore alle WPI a scambio ionico;
- sono assorbite più velocemente delle WPC, ma più lentamente delle WPH;
- contenuto di lattosio e grassi inferiore al 1 %;
- maggior contenuto di calcio e meno di sodio;
- adatte alle persone intolleranti al lattosio;
- qualitativamente superiori alle isolate a scambio ionico e alle WPC;
- costo maggiore delle WPC, delle WPI a scambio ionico, ma generalmente minore delle WPH;

#### WPI e isolamento per scambio ionico (IE)
Questo metodo, il quale separa le proteine in base alle loro carica elettrica, prevede l'aggiunta del siero ad un bagno di resine dotate di una carica elettrica per isolare la proteina e correggere il pH durante il processo. I prodotti chimici per la regolazione del pH utilizzati sono idrossido di sodio e acido cloridrico.
Questo metodo produce la forma più pura di proteine del siero di latte isolato, eliminando le impurità come lattosio, minerali e grassi, e consentendo di arrivare a concentrazioni proteiche molto elevate, pari e perfino superiori al 90% sul prodotto totale, con meno dell'1% di lattosio. Come punto a favore, le isolate per scambio ionico presentano in assoluto la più alta concentrazione proteica (90% o superiore), se comparate con le WPI microflitrate a flusso incrociato.
Lo svantaggio principale dell'isolamento per scambio ionico è che questo porta alla denaturazione della proteina, e quindi ad una perdita di importanti frazioni peptidiche bio-attive, cosa che viene evitata con l'isolamento per microfiltrazione. Le molecole proteiche infatti preservano la loro attività biologica solo in presenza di determinate temperature e valori di pH. L'esposizione di proteine a temperature elevate o pH estremi determina un'alterazione fisica della proteina nota appunto come denaturazione. Quindi, se come gli altri metodi di isolamento, le proteine del siero del latte isolate a scambio ionico garantiscono percentuali proteiche superiori, d'altra parte non possono garantire gli stessi benefici sulla salute e sui processi di costruzione muscolare indotti dalle frazioni peptidiche bio-attive al pari delle proteine del siero ultrafiltrate, il cui processo di isolamento utilizzato ne salvaguarda l'integrità e presenza. Proprio per questi motivi, lo scambio ionico ha un costo di circa cinque volte inferiore alla microfiltrazione. Vengono persi o danneggiati alcuni componenti importanti particolarmente sensibili all'alterazione del pH, mentre alcuni amminoacidi sono denaturati. I componenti delle proteine del siero che vengono denaturati sono essenzialmente:
- glicomacropeptidi;
- lattoferrine;
- immunoglobuline;
- alcune α-lattoalbumine;

L'isolamento a scambio ionico quindi modifica il contenuto delle varie frazioni proteiche, come ad esempio le β-lattoglobuline, α-lattoalbumine; in alcuni casi possono contenere fino al 70% di β-lattoglobulina e appena il 10% di α-lattoalbumina. Le funzioni della proteina del siero biologicamente attive e dalle qualità interessanti per la salute, sono quasi inesistenti nelle proteine del siero isolate a scambio ionico. La perdita di molte delle frazioni proteiche però risulta in una maggiore concentrazione di altre componenti; le β-lattoglobuline, la cui concentrazione risulta prevalente nel siero non denaturato, rimangono stabili, se non maggiormente presenti.
Riepilogo:
- la più alta concentrazione proteica, del 90% o superiore;
- sistema che consente di isolare maggiormente la componente proteica;
- sono assorbite più velocemente delle WPC, ma più lentamente delle WPH;
- contenuto di lattosio e grassi inferiore al 1 %;
- adatte alle persone intolleranti al lattosio;
- metodo che provoca la denaturazione delle proteine diversamente dalle WPI microfiltrate e dalle WPC;
- vengono perse alcune importanti frazioni proteiche, quali: lattoferrine, immunoglobuline e glicomacropeptidi.
- vengono perse le componenti utili per il sistema immunitario;
- vengono alterate le proporzioni tra le componenti proteiche;
- l'attività biologica è persa;
- contenuto di micronutrienti ridotto;
- contenuto ridotto di calcio;
- costo maggiore delle WPC, ma minore delle WPI microfiltrate;

### Proteine del siero idrolizzate (WPH)
Le proteine del siero idrolizzate (WPH, Whey Protein Hydrolysate) sono derivate dall'idrolisi, un processo artificiale di digestione enzimatica che prevede la scissione dei legami delle proteine rendendole molecole di dimensioni più piccole, dette peptidi (in particolare oligopeptidi), che vengono digerite ed assorbite più velocemente. Non sarebbe propriamente corretto definire questo prodotto puramente come "proteina", in quanto essa è per definizione formata da catene composte da più di 100 amminoacidi, mentre i peptidi sono per definizione composti da meno di 100 amminoacidi. Essendo le WPH formate per una parte consistente da oligopeptidi - molecole composte da catene formate da più di uno e meno di dieci aminoacidi - applicarne la definizione di proteina può essere improprio. Qualcuno le ha infatti rinominate piuttosto come "peptidi idrolizzati del siero di latte" o "peptidi del siero del latte". Le WPH solitamente sono ottenute dalle WPI, e in realtà non sono composte interamente da proteine idrolizzate: possono contenerne mediamente il 20%, ma arrivare fino al 50% di catene amminoacidiche scomposte per idrolisi. Il gusto può essere un buon indicatore della qualità del prodotto, in quanto un maggiore contenuto di proteine idrolizzate tende a conferire alla polvere un gusto più amaro; questo aspetto, combinato al prezzo ancora più elevato delle WPI, le ha rese meno popolari tra tutte le proteine del siero. Questo trattamento può però ridurre problemi di tolleranza digestiva, come gonfiori, malassorbimento, meteorismo. Per questo motivo in ambito medico gli idrolizzati proteici sono introdotti in alcune diete particolari per persone con problemi digestivi. Le forme altamente idrolizzate possono essere le meno allergeniche tra tutte le forme di siero di latte, e naturalmente consentono l'assimilazione più rapida in assoluto tra tutti i tipi di proteine. Comparato con altri tipi di proteine, le idrolizzate sono più facili e rapide da digerire, e non permangono a lungo in sede gastrica evitando il senso di pienezza. Questa serie di caratteristiche rende le WPH le più costose.
Le WPH possono essere ottenute sia dalle concentrate (WPC) che dalle isolate (WPI):
- WPH concentrate: se ottenute dalle WPC, le idrolizzate contengono ancora quantità maggiori di lipidi, lattosio e minerali, e una minore concentrazione proteica, in analogia con le classiche concentrate. Queste le renderebbe di qualità relativamente inferiore alle WPH isolate, anche perché un pregio delle WPC tradizionali era la preservazione dell'attività biologica, che in questo caso è stata persa durante il processo di idrolisi.
- WPH isolate: se isolate, hanno un contenuto proteico non inferiore al 90 % e contengono livelli impercettibli di grassi, lattosio e minerali, come le classiche isolate[71]. Sono il tipo di whey ipoallergenica per eccellenza e a basso impatto sull'apparato digerente. Queste le rende qualitativamente tra le migliori proteine del siero, nonostante la perdita dell'attività biologica, invece presente nelle WPC e nelle WPI microfiltrate. Le isolate sono le più comuni tra i tipi di WPH.

#### WPH e idrolisi
Letteralmente la parola idrolizzato significa "prodotto dell'idrolisi". L'idrolisi è quel processo chimico che porta la sostanza, in questo caso la proteina, ad essere scomposta in unità più brevi. Quindi un idrolizzato proteico è per definizione un composto di amminoacidi ottenuti dalla scissione di una proteina mediante l'utilizzo di acidi, alcali, o enzimi. Le proteine idrolizzate, in termini nutrizionali, sono equivalenti alle proteine originali da cui derivano in quanto a composizione amminoacidica, ma la loro struttura è scomposta al fine di renderle più rapidamente digerite e assorbite. La loro struttura d'origine è danneggiata, risultando in peptidi a catena breve. In realtà le whey Archiviato il 27 gennaio 2021 in Internet Archive. sono già di per sé composte in parte da polipeptidi, cioè catene amminoacidiche più brevi delle proteine, ma l'idrolisi rende le catene ancora più brevi - dipeptidi, tripeptidi, e oligopeptidi - facilitando la digeribilità e favorendo una maggiore percentuale di assorbimento della sostanza. Quando si idrolizza la proteina del siero, si modifica in modo permanente la struttura originale della proteina, il che significa che questa è denaturata e quindi ha un'attività biologica scarsa o nulla. Il procedimento di idrolisi infatti spezza i legami peptidici, cosa che distrugge la struttura proteica. Ciò nonostante, dalla proteina del siero idrolizzata si ottengono comunque gli aminoacidi delle proteine del siero.
Riepilogo:
- sono assorbite molto più velocemente rispetto alle WPC e WPI;
- hanno il più alto indice insulinico;
- vengono assorbite in percentuale maggiore;
- sono assorbite meglio degli amminoacidi liberi perché gli organi possiedono uno speciale sistema di trasporto per i di, tri e oligopeptidi, che gli amminoacidi liberi non possono sfruttare;
- adatte agli intolleranti al lattosio (se isolate);
- non creano problemi digestivi (specie le WPH isolate);
- hanno proprietà ipoallergeniche (specie le WPH isolate);
- trattate con un metodo che provoca la denaturazione delle proteine diversamente dalle WPI microfiltrate e dalle WPC;
- se isolate, presentano in aggiunta tutti i pregi delle tradizionali isolate, eccetto per la perdita dell'attività biologica;
- l'attività biologica è persa;
- il gusto è amaro proporzionalmente alla percentuale idrolizzata e quindi alla qualità della proteina;
- il costo è in assoluto il più elevato tra tutti i tipi di whey (specie le WPH isolate);

Alcuni suggerimenti:
- Il prodotto dovrebbe indicare il grado di idrolisi della proteina. Se il prodotto non lo indica rivolgersi al produttore. In genere, maggiore è la percentuale di idrolisi, più il gusto è amaro.
- la confezione dovrebbe riportare una tabella con il peso molecolare dei peptidi misurati in Dalton. Di solito questi valori sono elencati, ad esempio, 20.000-40.000 Dalton 40%.
- le WPH praticamente non contengono frazioni proteiche biologicamente attive. Tutte le frazioni vengono distrutte durante il processo.
- non è possibile stabilire per le WPH un valore biologico (VB) superiore a 104.

## Tempi di assimilazione delle proteine whey
Di seguito sono riportate le velocità di assorbimento approssimative dei principali integratori di proteine. Si noti che questi sono validi quando il prodotto viene consumato mescolato con acqua e solo a stomaco vuoto:
- WPC: 1 - 1,5 ore
- WPI: 30 minuti - 1 ora
- WPH: 10 - 30 minuti

Questi dati possono rivelarsi imprecisi, perché potrebbero essere stati stimati dalle case produttrici di integratori, i quali dimostrerebbero tutto l'interesse nel dichiarare tempi di assorbimento inferiori a quelli effettivi, o comunque in difetto piuttosto che in eccesso. Inoltre le capacità digestive sono individuali, e dipendono da molti fattori tra cui la motilità gastrica e intestinale, la digestione luminale, e infine l'assorbimento della mucosa; ma anche i pasti precedenti, lo stato metabolico, l'osmolarità della bevanda, la mineralizzazione dell'acqua ecc. In genere le aziende dichiarano le proprietà del proprio prodotto senza che queste vengano confermate da qualche lavoro scientifico. Per dare un'idea della variabilità dei tempi di assimilazione, uno studio condotto da Power et al. (2009) rivelava che la massima concentrazione di insulina (correlata al picco di assorbimento del prodotto) risultava a 40 minuti dopo l'ingestione di whey idrolizzate, e 60 minuti a seguito delle isolate; Calbet & MacLean (2002) registravano un picco di amminoacidi nel sangue dopo 20 minuti dall'ingestione di whey idrolizzate; Boirie et al. (1997), riscontravano un picco di assorbimento per le whey a 60 minuti. Ciò lascia intendere che i tempi di assimilazione spesso dichiarati dalle aziende potrebbero non corrispondere al vero, ma rivelarsi più lunghi di quanto atteso. Ciò può dipendere molto dalle capacità digestive individuali, dalla qualità e la lavorazione delle proteine, e dallo specifico contesto in cui sono assunte.

### Proteine "veloci e lente"
Le proteine del siero del latte sono note per le loro proprietà di rapido assorbimento. L'aggettivo "fast proteins" venne applicato alle whey a partire dalla fine degli anni novanta, quando, uno studio in particolare (Boirie et al. 1997), volle esaminare le differenze tra la proteina del siero del latte e della caseina. In realtà diverse velocità di assorbimento sono riscontrate nei tre diversi tipi di whey, e le idrolizzate (WPH) possono essere veramente considerate ad assorbimento più rapido, dimostrando una tempistica di assimilazione simile agli amminoacidi liberi. Mentre le whey concentrate e isolate, che non vengono sottoposte ad idrolisi, mostrano un tempo di assimilazione mediamente maggiore.
Nel 1997 il francese Yves Boirie e la sua squadra, tramite il famoso studio Slow and fast dietary proteins differently modulate postprandial protein accretion, stabilirono per la prima volta il nominativo di proteine a "lenta e rapida assimilazione", comparando la proteina del siero del latte alla caseina. Questa ricerca mostrò che, se comparato alla caseina micellare, il siero causava un incremento più breve ma più elevato di amminoacidi nel sangue, e favoriva un incremento della proteosintesi (sintesi proteica) del 68%, rispetto al 31% della caseina. Per contro, il catabolismo proteico era ridotto del 34% dopo l'ingestione di caseine, ma non dopo l'ingestione di whey. Dopo 7 ore, il livello di ossidazione di leucina era più basso dopo l'ingestione di caseina, nonostante lo stesso introito dell'amminoacido. Si concluse che la velocità di digestione delle proteine e l'assorbimento degli aminoacidi da parte dell'intestino ha un effetto importante sul complesso anabolismo proteico dopo un pasto. In analogia con il metabolismo dei carboidrati, le proteine ad assorbimento lento e veloce modulano la risposta metabolica postprandiale.. Questo loro effetto sull'insulina poteva essere contemplato da un parametro che all'epoca stava iniziando ad essere diffuso tra alcuni ricercatori, ovvero l'indice insulinico, un metodo che, in analogia con l'indice glicemico, misurava la velocità di innalzamento dell'insulinemia piuttosto che della glicemia. Le whey mostravano dunque una grande capacità di elevare i livelli di insulina, presentando un alto indice insulinico, ben superiore alla caseina.
In sintesi lo studioso Yves Boirie, concludeva che:
- le proteine del siero del latte non hanno proprietà anticataboliche;
- la caseina ha proprietà di inibizione del catabolismo proteico;
- il siero stimola maggiormente la sintesi proteica rispetto alla caseina;
- le whey inducono una maggiore e più rapida concentrazione di aminoacidi nel sangue al contrario della caseina (alto indice insulinico);
- la combinazione di whey+caseina può apportare il massimo dei benefici in quanto ad anabolismo e contemporanea inibizione del catabolismo muscolare;